# Carter-Finley Stadium
Le Carter-Finley Stadium est un stade de football américain de 60 000 places situé sur le campus de la North Carolina State University à Raleigh (Caroline du Nord).

## Histoire
L'équipe de football américain universitaire du North Carolina State Wolfpack évolue dans cette enceinte inaugurée en 1966. Ce stade est la propriété de la North Carolina State University.
Ce stade remplaça l'obsolète enceinte du Riddick Stadium, qui datait de 1907. Il fut inauguré en 1966 sous le nom de Carter Stadium en l'honneur de Harry C. et Wilbert J. "Nick" Carter, deux diplômés de NC State qui financèrent en grande partie la construction du stade. Le nom d'Albert E. Finley, autre donateur important de NC State, fut ajouté plus tard.
La capacité était de 57 500 places en 2005, mais à la suite de travaux, le stade compte 60 000 places à l'ouverture de la saison 2006.

## Galerie

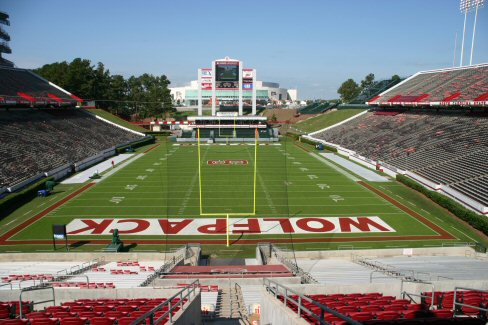
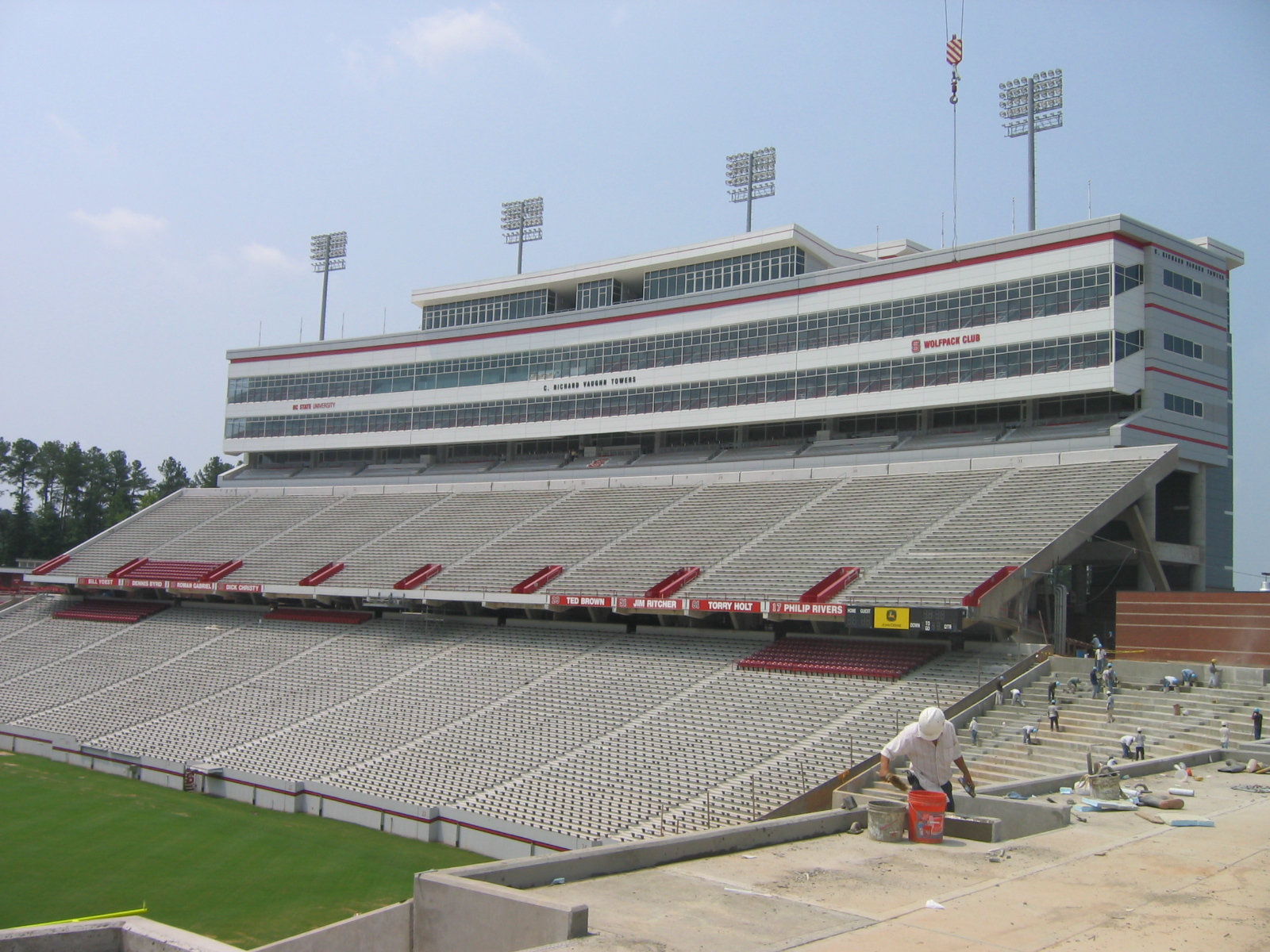
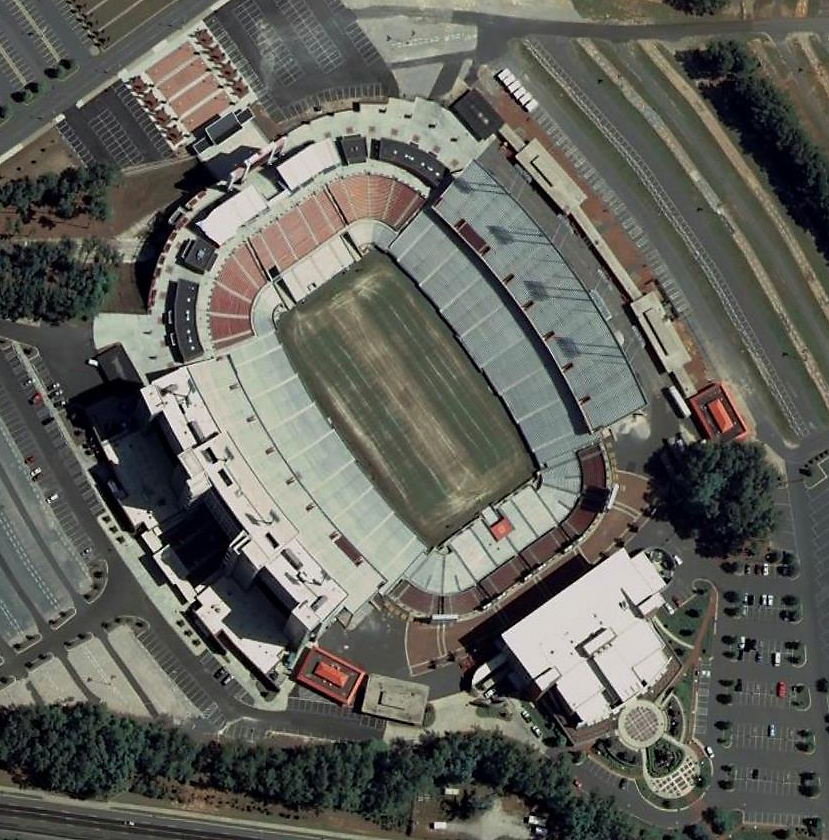